# Gabriel Boschilia
Gabriel Boschilia (Piracicaba, 1996. március 5. –) brazil utánpótlás válogatott labdarúgó, a brazil másodosztályú Operário-PR középpályása.

## Pályafutása
Boschilia Piracicaba városában született és Santa Bárbara d'Oestében nőtt fel. Karrierjét a Guarani csapatánál kezdte, majd 2012 novemberében három évre aláírt a São Paulo csapatához. Az átigazolási díjat nem hozták nyilvánosságra, de később kiderült, hogy 600 000 brazil realt fizetett érte a patinás brazil klub, szerződése pedig 10 000 000 eurós kivásárlási záradékot tartalmaz. 
2012. január 22-én mutatkozott be új csapatában, a Mogi Mirim EC elleni hazai 4-0-s győzelem alkalmával Douglas Pereira dos Santos cseréjeként állt be a második félidőben. Március 6-án 2019 nyaráig szerződést hosszabbított.
A brazil élvonalban április 20-án debütált a Botafogo elleni 3-0-ra megnyert hazai bajnokin. November 23-án, a Santos ellen megszerezte első gólját is.
2015. augusztus 10-én ötéves szerződést írt alá a francia AS Monacóval, akik a sajtóértesülések szerint 9 000 000 eurót fizettek érte. Az idény hátralevő részére a belga Standard de Liège-hez került kölcsönbe.
2018. augusztus 7-én a Nantes csapatához került kölcsönbe.
2020. január 28-án a brazil Internacional játékosa lett.
2024. augusztus 2-án aláírt a brazil Operário-PR csapatával. A szerződés 2025 végéig szól.